# Плаксино (Путивльский район)
Плаксино (укр. Плаксине) — село, Князевский сельский совет, Путивльский район, Сумская область, Украина.
Население по данным 1983 года составляло 40 человек.
Село ликвидировано в 1988 году .

## Географическое положение
Село находилось на расстоянии в 1 км от села Князевка.